# ATV Simulator
ATV Simulator, anche noto come All Terrain Vehicle Simulator di cui è la sigla, è un videogioco di guida bidimensionale di un all-terrain vehicle, pubblicato nel 1987-1988 per Amstrad CPC, Commodore 64 e ZX Spectrum dalla Codemasters, all'epoca un'editrice economica.

## Modalità di gioco
ATV Simulator mette alla guida di un all-terrain vehicle a quattro ruote monoposto scoperto, su scenari fuoristrada con visuale bidimensionale di profilo, a scorrimento orizzontale verso destra.
È disponibile il multigiocatore simultaneo per due persone, con lo schermo diviso in orizzontale. Si gareggia in modo indipendente, l'avversario non è visibile nella propria metà. Lo schermo è sempre diviso anche in giocatore singolo, in tal caso si gioca nella metà in alto, mentre quella in basso mostra soltanto il nome della pista a grandi lettere.
Ogni gara è un percorso lineare con numerosi ostacoli da superare, diversi a seconda della pista, tra i quali rocce, steccati, montagnole, blocchi di ghiaccio, e progredendo nel gioco anche altri più assurdi come foche giocoliere, coccodrilli e uccelli aggressivi.
I controlli consistono nel regolare la velocità, impennare sollevando o abbassando le ruote anteriori per salire sugli oggetti, e saltare. Alcuni ostacoli richiedono una giusta combinazione di impennata e salto. Bisogna tra l'altro stare attenti a non atterrare sulle ruote anteriori, e a moderare la velocità sopra gli oggetti stretti o ripidi. Gli errori possono causare cadute più o meno rovinose, ma innocue eccetto che per la perdita di tempo. All'inizio della gara e dopo le cadute si controlla il pilota a piedi, che deve correre e saltare per salire a bordo del mezzo e ripartire.
L'obiettivo di ogni gara è completare il percorso entro il tempo massimo, e senza esaurire il carburante. In due giocatori entrambi gareggiano indipendentemente contro il tempo. Se si riesce, si passa al livello successivo, ossia a una nuova pista. Ci sono sei livelli a tema: Sand Duning (sabbioso), Grass Tracking (erboso), Icebergs (acqua bassa con iceberg), Desert o Pyramids (deserto con piccole piramidi egizie), Tropicana (tropicale) e Swamp (palude con acqua bassa), poi si ricomincia da capo con tempi massimi più stretti.

## Accoglienza
ATV Simulator fu recensito frequentemente sulla stampa di settore europea dell'epoca, con apprezzamento molto variabile. Spesso fu considerato simile a Kikstart o Kikstart 2, gioco di motociclismo della concorrente Mastertronic.
La versione Commodore 64 fu mediamente la meno apprezzata, con diversi giudizi con un voto di 4/10 o equivalente. Qualche giudizio fu sufficiente o positivo, fino a un insolito voto di 80% dato dalla rivista Commodore Format in una tarda valutazione del 1994.
Le versioni Amstrad CPC e ZX Spectrum ricevettero invece un misto di voti intorno alla sufficienza e di qualcuno decisamente positivo. Your Sinclair valutò la versione Spectrum per la seconda volta qualche anno dopo, considerandolo imperdibile (90%).